# 中共刘集支部旧址
中共刘集支部旧址，位于山东省广饶县大王镇。是中华人民共和国山东省省级文物保护单位之一。
2013年，列入第四批山东省文物保护单位，该文物保护单位是一座近现代重要史迹及代表性建筑。